# شعیرات
شعیرات (به عربی: الشعیرات) یک روستا در سوریه است که در شهرستان حمص واقع شده‌است. شعیرات ۱٬۴۴۳ نفر جمعیت دارد.